# Irene Gamba
Pour les articles homonymes, voir Gamba (homonymie).
Irene Martínez Gamba (née en 1957) est une mathématicienne argentino-américaine. Elle travaille en tant que professeur de mathématiques à l'Université du Texas à Austin, où elle est titulaire de la chaire W. A. Tex Moncreif, Jr, de Génie informatique et Sciences III et elle dirige le groupe de mathématiques appliquées à l'Institut de Génie informatique et Sciences.

## Carrière
Irene Gamba est diplômée de l'Université de Buenos Aires en 1981. Elle est allée à l'Université de Chicago pour ses études supérieures, et obtient un master en 1985 et un doctorat en 1989, sous la supervision de Jim Douglas, Jr avec une thèse intitulée Asymptotic Behavior at the Boundary of a Semiconductor Device in Two Space Dimensions,. Après des études postdoctorales à l'Université Purdue et au Courant Institute of Mathematical Sciences de l'Université de New York, auprès de Cathleen Synge Morawetz, elle a obtenu un poste de professeur à l'université de New York en 1994, puis part pour l'Université du Texas en 1997. À l'Université du Texas, elle est professeure titulaire de la chaire « Joe B. et Louise Cook » de 2007 à 2013, puis de la chaire « John T. Stuart III Centennial » de 2013 à 2014, et de la chaire « W. A. Tex Moncreif, Jr », depuis 2014.

## Prix et distinctions
En 2012, Irene  Gamba est devenue fellow de la Society for Industrial and Applied Mathematics et depuis 2013 elle est l'une des premières femmes membres de l'American Mathematical Society,. En 2013, elle devient également Fellow de la Japan Society for the Promotion of Science (en).
En 2014 elle est lauréate de la Conférence Sofia Kovalevskaïa décernée par la Society for Industrial and Applied Mathematics (SIAM) conjointement avec l'Association for Women in Mathematics (AWM).